# Port lotniczy Libreville
Port lotniczy Libreville (IATA: LBV, ICAO: FOOL) – międzynarodowy port lotniczy położony w Libreville. Jest największym portem lotniczym w Gabonie. Lotnisko było hubem linii lotniczych Air Gabon do marca 2006 roku.

## Linie lotnicze i połączenia
| Linia Lotnicza                | Kierunek |
| ----------------------------- | --- |
| AfriJet                       | 1. Brazzaville 2. Kotonu 3. Douala 4. Franceville 5. Oyem 6. Pointe-Noire 7. Port-Gentil 8. Príncipe 9. São Tomé 10. Jaunde |
| Air Côte d'Ivoire             | 1. Abidżan 2. Brazzaville 3. Kotonu 4. Pointe-Noire                                                                         |
| Air France                    | 1. Paryż-Charles de Gaulle                                                                                                  |
| Air Senegal                   | 1. Kotonu 2. Dakar-Diass 3. Douala                                                                                          |
| ASKY Airlines                 | 1. Douala 2. Johannesburg 3. Kinszasa 4. Lomé 5. São Tomé 6. Jaunde                                                         |
| Camair-Co                     | 1. Douala 2. Jaunde |
| Ethiopian Airlines            | 1. Addis Abeba 2. Malabo |
| Mauritania Airlines           | 1. Bamako |
| Nationale Regionale Transport | 1. Franceville 2. Koulamoutou 3. Makokou 4. Mouila 5. Oyem 6. Port-Gentil 7. Tchibanga                                      |
| Royal Air Maroc               | 1. Casablanca |
| RwandAir                      | 1. Brazzaville 2. Kotonu 3. Douala 4. Kigali 5. Jaunde                                                                      |
| Trans Air Congo               | 1. Douala 2. Pointe-Noire                                                                                                   |
| Turkish Airlines              | 1. Stambuł 2. Luanda 3. Pointe-Noire                                                                                        |